# Шойбеков, Бекарыс Аксакалович
Бекарыс Аксакалович Шойбеков (4 апреля 1976; Отрарский район, Южно-Казахстанская область, Казахская ССР) — казахский поэт — импровизатор. Лауреат Государственной молодёжной премии «Дарын» (2008), деятель культуры Казахстана (2003).

## Биография
Бекарыс Аксакалович Шойбеков родился в 1976 году 14 апреля в селе Отырар Отырарского района, Южно-Казахстанская область.
В 1997 году Окончил Международный казахско-турецкий университет имени Х. А. Яссави по специальности преподаватель «турецкого языка и литературы».
В 1999 году Окончил магистратуру на кафедре «Казахская литература» в 2001 году аспирантуру.

## Трудовая деятельность
С 1999 по 2003 годы — Трудовой путь он начал переводчиком в университете им. Х.А.Яссави
С 2003 по 2006 годы — работал начальником отдела Международных отношении.
С 2006 по 2009 годы — научным сотрудником НИИ Тюркологии Международный казахско-турецкий университет имени Х. А. Яссави
С 2009 по 2015 годы — директор ГККП «Школа искусств», город Туркестан
С 2015 года является руководителем Отдела образования акимата города Туркестан.

## Достижения в айтысе
Обладатель главного приза Международного айтыса посвященного 150-летию Жамбыла, республиканского айтыса посвященного 300-летию Кабанбай батыра, республиканского Наурыз айтыса прошедшего в Шымкенте, республиканского айтыса посвященного 100-летию Н.Ондасынова и.др.
Победитель республиканских айтысов в г. Алматы (1997 — 1998 гг)
Победитель международного айтыса в Ташкенте и Туркестане, посвященного 1500-летию города Туркестана
Победитель республиканского айтыса «Тәуелсіздік тағылымдары» в г. Астана (2001)
Победитель международного айтыса акынов «Тәуелсіздік тағдырым» в г. Туркестан (2001)
Обладатель призов республиканского айтыса акынов имени Биржана сала и Копбая Омарова (2001, 2002) и.др

## Награды и звания
- 2001 — Медаль «10 лет независимости Республики Казахстан»;
- 2003 — Почётный нагрудный знак МКиИ РК «Деятель культуры Казахстана» (каз. Қазақстанның Мәдениет қайраткері) — за заслуги в культуре и искусстве.;
- 2008 — Государственная молодежная премия Правительства Республики Казахстан «Дарын» в номинации народного творчества;
- 2011 — Медаль «20 лет независимости Республики Казахстан»;
- 2012 — Медаль «За заслуги перед областью» (каз. Облысқа сіңірген еңбегі үшін);
- 2015 — Медаль «20 лет Конституции Республики Казахстан»;
- 2017 (5 декабря) — Указом президента РК награждён орденом «Курмет» — за вклад в развитие национального искусства и общественную активность.;
- 2018 — Медаль «20 лет Астане»;
- 2020 — Медаль «25 лет Ассамблеи народа Казахстана»;
- 2020 — Медаль «25 лет Конституции Республики Казахстан»;
- Почётный гражданин города Туркестан и Отырарского района (ЮКО)